# Євангельські християни-баптисти

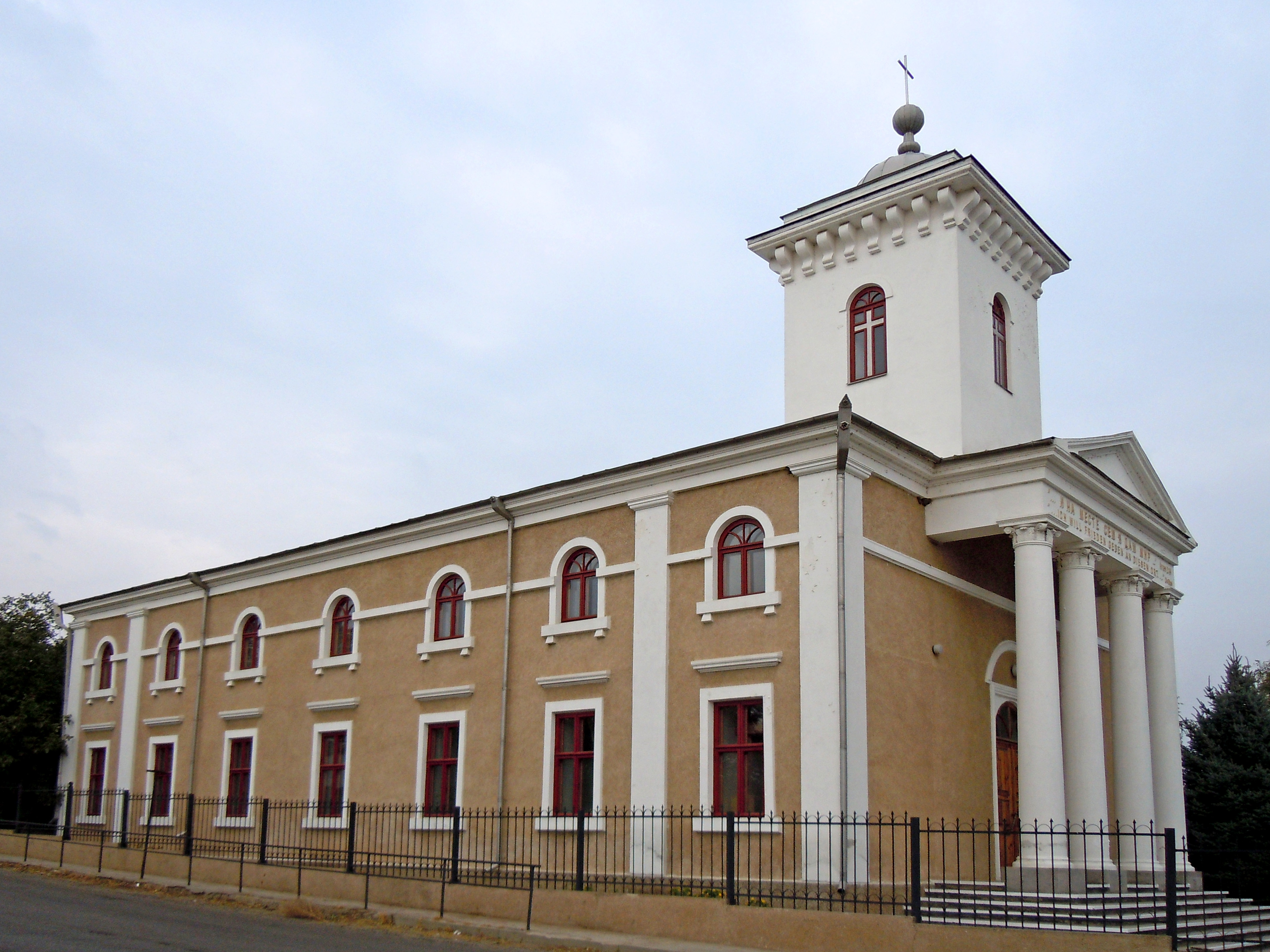
Протестантська церква в смт Сарата, Одеська область (колишня Лютеранська)

Євангельські християни-баптисти (ЄХБ) — основна християнська конфесія євангельсько-баптистського віросповідання на території України, та інших країн пост-радянського простору. ЄХБ є унікальною християнською течією, що поєднує в собі елементи протестантської та православної християнських традицій. Найближчими за релігійними переконаннями до євангельських християн-баптистів є західні баптисти, євангельські християни, чеські брати та пієтистська течія в лютеранстві.
Цю назву не слід плутати з англійською англ. Evangelical Christians

## Історія
Виникнення євангельсько-баптистського руху на теренах України та Російської імперії відбулося в середині ХІХ ст. і не було наслідком місіонерської діяльності баптистів з інших країн. Воно стало результатом духовних пошуків частини українського народу і пройшло певні етапи еволюції євангельського руху, що спричинило вплив і на богослов’я і на практичні аспекти життя громад. Православні дослідники А.Рождественський та С.Маргаритов відзначали наступні причини виникнення та розповсюдження штундизму, під яким практично розуміли саме баптизм, в Російській імперії: відірваність реального життя більшості тогочасних християн від виконання заповідей Христа; великі недоліки в житті і діяльності православного духівництва; велике прагнення народу зрозуміти істину в справі віри і моральності. Крім того відзначається вплив скасування кріпацтва, історія релігійного вільнодумства на теренах України, особливий склад населення та вплив різних релігійних течій: духоборів, молокан тощо. Найбільше ж слід відзначити розповсюдження в середині ХІХ ст. серед населення Святого Письма, яке і стало критерієм справжньої духовності. Прості люди, прагнучи пізнати Господа, вчились читати і читали Біблію, яка на той час була перекладена російською мовою. Саме Слово Боже вчило людей як і що має бути в житті християнина, вчило про необхідність духовного відродження для Христа.
З 1908 року в Україні почали відбуватися з’їзди церков євангельських християн, а в 1909 році у Петербурзі пройшов Перший всеросійський з’їзд євангельських християн. У 1910 році було утворено Союз євангельських християн з центром у Петербурзі. Таким чином на території Російської імперії, а згодом Радянського союзу починає діяти два великих євангельських союзи – Союз баптистів та Союз євангельських християн. Вони мали багато спільного у віровченні. Робились певні кроки з метою об’єднання, яке врешті відбулось у 1944 р. Цікаво, що керівник союзу Євангельських християн І.С. Проханов був віце президентом Всесвітнього союзу баптистів. Причиною цього було те, що за своїм віровченням євангельські християни були по суті загальними (генеральними) баптистами. Слід відзначити, що у віровченні Союзу євангельських християн 1910 року, написаному І.С. Прохановим, була чітко прописана армініанська позиція стосовно спасіння людини. Віровчення Союзу баптистів 1906 року було більш схильне до кальвіністського погляду на спасіння. Таким чином, як і зазначали деякі тогочасні дослідники, баптисти в Російській імперії були баптистами партикулярними (тобто мали кальвіністичні погляди на спасіння), а євангельські християни – баптистами загальними (тобто мали армініанські погляди на спасіння).

## Переслідування баптистів
Початок Першої світової війни приніс посилення утисків євангельських віруючих, тому вони з ентузіазмом зустріли Лютневу революцію 1917 року, що надала можливість поновлення діяльності раніше закритих громад та активної проповіді Євангелії. В 1918 році в Києві відбувся Перший всеукраїнський з’їзд баптистів, а в 1921 році в Єлизаветграді на Другому всеукраїнському з’їзді баптистів було проголошено утворення Всеукраїнського союзу баптистів.
Переслідування євангельських віруючих радянською владою в Україні розпочалось з 1927 року. Багато євангельських віруючих в кінці 20-х років стали жертвами розкуркулення і були переселені з України до Сибіру, Киргизії, Казахстану і на Далекий Схід. Починаючи з 1929 року переслідування віруючих прийняло систематичний і спланований характер. Все керівництво союзів, більшість пресвітерів і навіть просто активні віруючі були репресовані. Велика кількість з них не повернулась з місць ув’язнення. Доми молитви були відібрані. Величезна кількість Біблій і духовної літератури була конфіскована. Особливим методом знущань була невидача продовольчих карток євангельським віруючим. Проте, незважаючи на усі гоніння, віруючі продовжували збиратись нелегально.

## Поява баптистських громад на Західній Україні
Поява баптистських громад на Західній Україні, яка в довоєнний час була під владою Польщі, припадає на 1920-1925 роки та пов’язана з місіонерською діяльністю українських проповідників-реемігрантів з США. У 1925 році відбувся Перший з’їзд баптистів Галичини, де на 1938 рік  тут налічувалось 115 баптистських громад.

## Діяльність
Внутрішньоцерковну діяльність та зовнішню місію забезпечують різні напрями служіння, зокрема: місіонерський, християнської освіти, молодіжний, дитячий, жіночий, сімейний, інформаційний, музично-хоровий, соціальний.
Соціальний напрям діяльності ВСЦ ЄХБ охоплює такі служіння: медичне, капеланське, для в’язнів, для людей із вадами слуху і зору, сиріт, реабілітації людей з алкогольною та наркотичною залежністю.
Члени церков євангельських християн-баптистів мають можливість здобувати вищу духовну освіту у двадцяти навчальних закладах.
Місіонери Союзу здійснюють служіння у Польщі, Латвії, Італії, Португалії, Туреччині, Росії, Казахстані, Таджикистані, Єгипті, Еквадорі, Уганді, Папуа Новій Гвінеї, Китаї, Таїланді. Вони навчають дітей, займаються зі студентами, організовують та проводять табори відпочинку, несуть соціальне служіння для місцевого населення, співпрацюють із місцевими церквами, за наявності таких.

### В Україні
В перших числах вересня 2024 року Всеукраїнський Союз Церков ЄХБ провів у Києві масштабний форум, який об’єднав понад 400 капеланів-волонтерів та штатних капеланів. Захід тривав два дні та був присвячений обміну досвідом і навчанням для ефективнішої підтримки військовослужбовців на передовій, їхніх родин, а також сімей загиблих Героїв, зниклих безвісти та тих, хто знаходиться в полоні.

## Відомі постаті
- Рябошапка Іван Григорович (1831—1900) — один із засновників євангельського християнства — баптизму в Україні.
- Унгурян Павло Якимович (нар. 1979) — український політик, депутат Верховної Ради України.
- Васинчук Катерина Володимирівна — українська вчена, спеціаліст з виведення кінських порід[джерело не вказане 410 днів].